# Монтиливи
«Монтиливи» (кат. Estadi Montilivi) — футбольный стадион, расположенный в городе Жирона, располагающимся в автономном сообществе Каталония, Испания. На данный момент стадион вмещает 14 624 зрителей. «Монтиливи» является домашним стадионом для футбольного клуба «Жирона» с 1970 года.
12 марта 2012 года городской совет передал стадион ФК «Жирона» сроком на 30 лет с возможностью продления до 50 лет.